# Лисичанський тролейбус
Лисичáнський тролéйбус — закрита тролейбусна система міста Лисичанська, внаслідок повномасштабного російського вторгнення в Україну. Була третьою за віком та п'ята за розміром система у Луганській області серед колись діючих тролейбусних систем. Довжина тролейбусних ліній складала 33,5 км.

## Історія

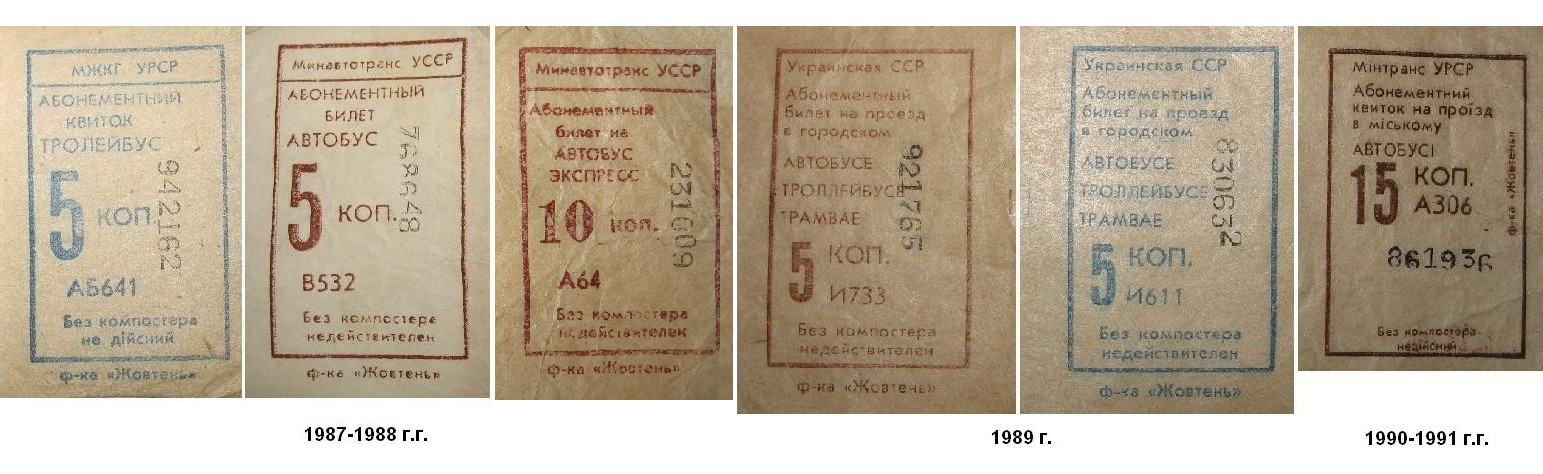
Квитки на проїзд у міському транспорті Лисичанська (за часів СРСР)

У 1933 році планувалось побудувати трамвайну мережу в місті Лисичанськ, проте плани були не здійснені.
5 березня 1972 року в Лисичанську відкритий тролейбусний рух, а з 7 березня 1972 року після урочистого мітингу відкритий регулярний тролейбусний рух для пасажирів. Також за кілька місяців до цього проводилася обкатка. Першу поїздку здійснив водій Федір Гук по маршруту № 1. Перші тролейбуси Лисичанська були Škoda чехословацького виробництва. Лисичанськ став третім містом на Донбасі і другим в Луганській області, де почали експлуатувати тролейбуси «Škoda». Маршрут № 1 з'єднав центр міста з Лисичанським скляним заводом «Пролетарій», а маршрут № 2 прямував з центру до споруджуваного тоді житлового квартала НПЗ. У 1975 році парк поповнився ще дев'ятьма Škoda 9Tr того ж року випуску. Аж до кінця 1983 року парк складався з 29 машин Škoda 9Tr, працювало два маршрути. Закуповувати тролейбуси Škoda 14Tr Лисичанськ не хотів через складності освоєння тиристорний-імпульсна система управління (ТІСУ), а Škoda 9Tr вже не випускалася. Тому упор у розвитку тролейбусного парку був зроблений на роботу з Škoda 9Tr, в основному списаними з інших міст. У 1985 році парк становив 37 машин Škoda 9Tr, причому останні 8 машин були передані з Києва та Луганська.
Навесні 1987 року залишилося менше 20 працюючих тролейбусів Škoda 9Tr, у результаті було прийнято рішення про перехід на тролейбуси ЗіУ. Перші два ЗіУ були передані зі Сєвєродонецька — це ЗіУ-682В (1983 року виробництва).
У 1988 році був відкритий маршрут № 3, який з'єднав Лисичанський скляний завод «Пролетарій» з районом Лисичанського содового заводу «Лиссода» — станцією  Переїзної,  а 1989 року маршрут № 3 був подовжений до школи № 3. У 1988 році парк поповнився 15-ма новими тролейбусами ЗіУ-682В00. 
З 1989 по 1990 роки парк поповнився 13 новими тролейбусами ЗіУ-682В0А. У 1989 році Лисичанськ повністю перейшов на експлуатацію тролейбусів ЗіУ, так як у червні 1989 року на ходу залишилося менше десяти Škoda 9Tr, з яких до початку 1990 року залишилося тільки п'ять, та й ті були передані до Луганська. Таким чином у 1990 році в Лисичанську припинили експлуатацію тролейбусів Škoda 9Tr, а на Донбасі стало на одне місто менше, де експлуатують тролейбуси чехословацького виробництва. У самому ж Лисичанську донині збереглося лише два кузова тролейбуса цієї моделі: один знаходиться у вигляді сараю біля центрального ринку, а інший використовується як будка в дачному селищі НПЗ.

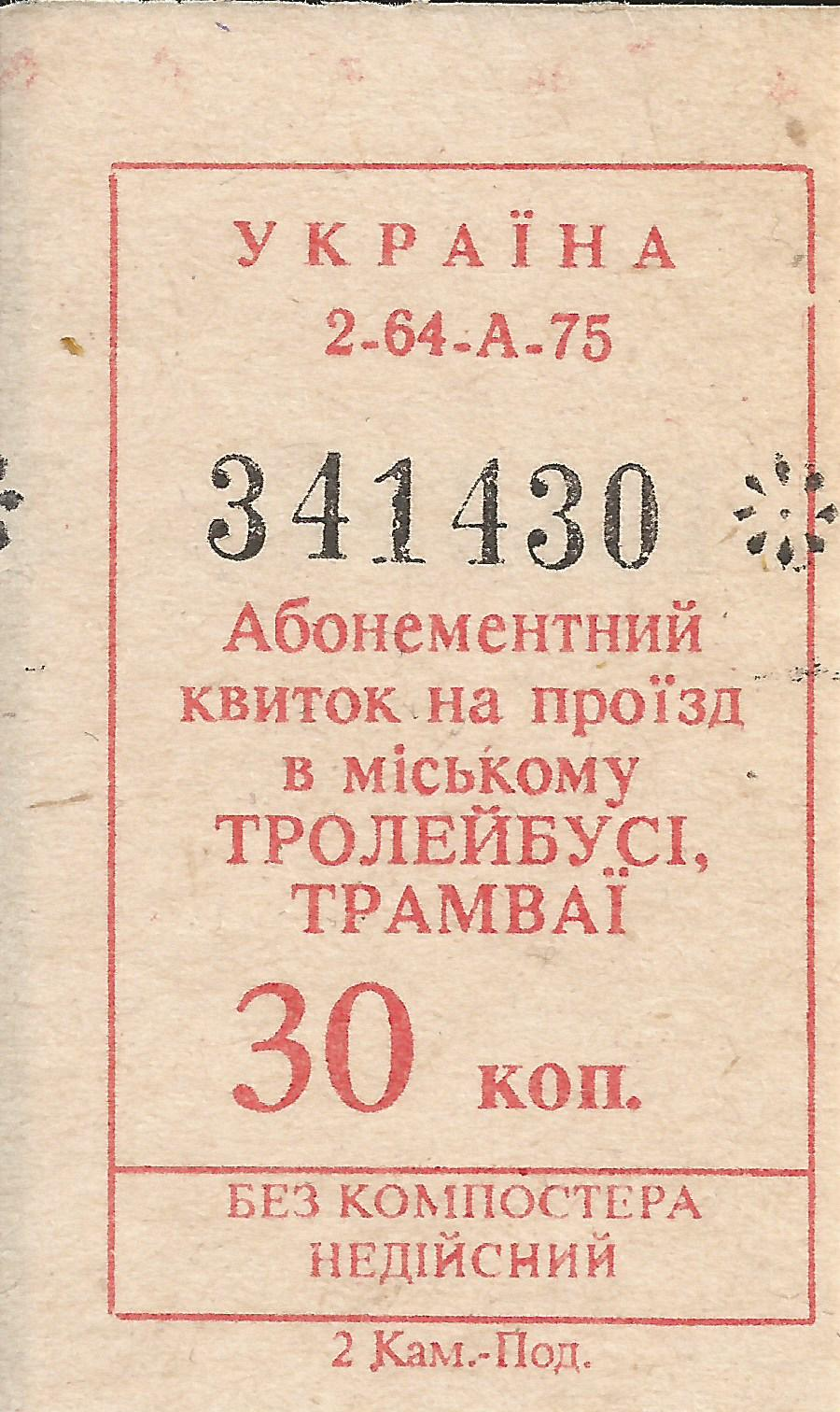
Разовий квиток на проїзд у тролейбусі

У листопаді 1992 року парк поповнився двома новими тролейбусами Київ-11У. Перевага цих машин у порівнянні з ЗіУ в тому, що електрообладнання винесено на дах. Це полегшило доступ до вузлів і агрегатів, а також експлуатацію. На дах винесені пуско-гальмові реостати та серводвигун. Але вже у 1995 році у зв'язку з нестачею запчастин на ці машини і труднощів з проводкою тролейбуси були зняті з експлуатації. У тому ж році більше десяти ЗіУ-682В00 були списані (розібрані на запчастини).  
У 1995 році почалася криза з рухомим складом, і тому маршрути були скорочені. Так в 1995 році маршрут № 1 вже слідував від Центрального ринку до Лисичанського скляного заводу «Пролетарій», а маршрут № 3 — від Центрального ринку до Лисичанського содового заводу. Маршрут № 2 залишався без змін. 
У 1996 році парк поповнився двома новими тролейбусами ЮМЗ Т2, але ЗіУ-682В00 вже інтенсивно списувалися, преважно на запчастини. У березні 1996 року робляться спроби відновити хоча б один тролейбус Київ-11У. Так одна машина стає донором для іншої, але всі спроби відновити машину не увінчалися успіхом, в 1997 році обидві машини остаточно списують.
Через брак тролейбусів у 1997 році маршрут № 2 був скасований, і контактна мережа була демонтована. На початку 2000-х років тролейбусний рух в Лисичанську знаходився під загрозою зникнення. На лінію виходило від 3-х до 5-ти машин, але й ті постійно ламаються, їх постійно буксирують в парк. 
У 2003 році маршрут № 1 вже слідував від цегельного заводу до Лисичанського скляного заводу «Пролетарій». 
У 2005 році з міського бюджету міста були виділені кошти на ремонт тролейбусів, але в парку перебувало всього 9 машин, з яких 5 в жалюгідному стані. 
У 2006 році силами працівників депо вдалося відновити 3 машини, провести капітально-відновлювальний ремонт (КВР) 2-м машин. Наприкінці листопада 2006 року на маршрут випущені два нові тролейбуси російського виробництва ЗіУ-682Г-016. Вартість кожного з них становила — 500 тис. гривень. При оновленні міського тролейбусного парку були поєднані кошти державного та місцевого бюджетів (один тролейбус придбаний за державні гроші, другий — за кошти міста). Таким чином, депо відновило майже втрачений рух тролейбусів за маршрутом № 1 і № 3, де вже на всю хазяйнували «маршрутки». Також у 2006 році з Дніпропетровська було передано два тролейбуси ЗіУ-682В1 (1989 р.в.), які пройшли КВР у Дніпропетровську. 
У серпні 2006 року подовжено маршрут № 1 до Цегельного заводу.
Влітку 2007 року було ще передано 3 тролейбуса ЗіУ-682В1 (1989 р.в.) після КВР в Дніпропетровську. На ходу перебувало 13 тролейбусів ЗіУ-682 і 2 ЮМЗ Т2. Проте керівництвом міста прийнята програма з відродження лисичанського тролейбусу. Загальна протяжність маршрутів становить 34,6 км, на яких розташовано 37 зупинок.

Схема руху тролейбусів на 2012 рік.

За 2005 рік тролейбусами в Лисичанську було перевезено 2,2 млн пасажирів, за 2006 рік — 5,9 млн.
12 березня 2010 року закрито маршрут № 3 «Центральний ринок — 3-тя школа».
З 19 жовтня 2011 року проводилися роботи із заміною застарілих опор контактної мережі на маршруті № 3 для подальшого відновлення руху на маршруті.
З 1 листопада 2011 року розпочав роботу тролейбусний маршрут № 3 в «годину-пік», а з 15 листопада 2011 року переведений на постійний денний маршрут. Час роботи з 06:30 до 18:30 годин.
З 22 грудня 2011 року вартість проїзду в тролейбусах зросла з 75 копійок до 1 гривні.
У 2012 році Європейському інвестиційному банку був запропонований проект «Розвиток муніципального транспорту міста Лисичанська» який передбачав заміну контактної мережі, купівлю тролейбусів і модернізацію двох підстанцій, а також подальше будівництво нового тролейбусного маршруту та закупівля для нього тролейбусів [джерело?].
У зв'язку закриттям тролейбусної системи в місті Стаханів, в Лисичанськ були передані 3 тролейбуси ЛАЗ-52522 (№ 077 — 3 вересня 2013), (№ 078 — 16 січня 2014), (№ 079 — 18 лютого 2014).
22 липня 2014 року, у зв'язку з бойовими діями, рух тролейбусів в місті було призупинено. 30 липня 2014 року рух тролейбусів по маршруту № 1 частково відновлено, а вже 9 серпня 2014 року рух відновлено в повному обсязі.
З 15 листопада 2014 року вартість проїзду становить 1,50 грн.
З 25 липня 2015 року почали роботу по демонтажу контактної мережі тролейбусного маршруту № 3. Тепер у місті залишився маршрут № 1.
13 липня 2017 року систему знеструмлено за борги. 27 липня Лисичанська міська рада виділила кошти на погашення заборгованості тролейбусного управління і вже 31 липня 2017 року рух електротранспорту було відновлено.
З 18 травня 2016 року, згідно рішенням виконавчого комітету Лисичанської міської ради від 16 травня 2017 року «Про встановлення тарифу на проїзд в міському електричному транспорті (тролейбусі)», вартість проїзду становить 2,50 грн..
Станом на лютий 2022 року діяв лише єдиний маршрут № 1. Вартість однієї поїздки складала 4 гривні (оплата здійснювалася водієві або кондуктору).
У Сєвєродонецьку та Лисичанську тролейбусний рух в обох містах, що розташовані поруч на протилежних берегах річки Сіверський Донець, припинився ще в перші дні повномасштабного російського вторгнення в Україну через безперервні обстріли російськими окупантами. Інфраструктура зазнала суттєвих руйнувань внаслідок бойових дій, тому відновлення руху наближчим часом малоймовірне. Тролейбусний рух в Лисичанську тривалий час був на межі закриття, проте останнім часом активно обговорювались різні варіанти об'єднання мереж міст, навіть з долученням сусіднього Рубіжного. Також були здійснені тестові рейси тролейбусного маршруту з використанням автономного ходу з Сєвєродонецька до спільного для двох міст залізничного вокзалу в Лисичанську.

## Маршрути
| Перелік колишніх тролейбусних маршрутів в місті Лисичанськ | Перелік колишніх тролейбусних маршрутів в місті Лисичанськ | Перелік колишніх тролейбусних маршрутів в місті Лисичанськ | Перелік колишніх тролейбусних маршрутів в місті Лисичанськ |
| №                                                          | Маршрут руху | Дата відкриття                                             | Дата закриття                                              |
| ---------------------------------------------------------- | --- | ---------------------------------------------------------- | ---------------------------------------------------------- |
| 1                                                          | Вул. Дмитра Донського — вул. Першотравнева — вул. Сосюри — Центральний ринок — Цегельний завод | 05.03.1972                                                 | Березень 2022                                              |
| 2                                                          | Центральний ринок — вул. Сосюри — вул. 9 Травня — 41-й мікрорайон НПЗ — Вул. Карла Маркса — вул. Першотравнева — вул. Сосюри — Центральний ринок                                                                                      | 17.05.1972                                                 | 15.10.1997                                                 |
| 3                                                          | Лисичанський скляний завод «Пролетарій» — вул. Першотравнева — вул. Сосюри — Центральний ринок — Цегельний завод — вул. Червона — Школа № 3 (Зворотньо: Школа № 3 — вул. Філонова — вул. Жовтнева — вул. Червона і далі за маршрутом) | 31.05.1988 01.11.2011                                      | 12.03.2010 ?                                               |

Наприкінці 1980-х років існував план подовження тролейбусної мережі і маршруту № 3 від СШ № 3 через залізничну колію по вул. Орджонікідзе в житловий район заводу ГТВ.
У майбутньому цей маршрут планувалося зробити міжміським — від ГТВ у центр Лисичанська та в район Пролетарію, а далі — мостом через річку Сіверський Донець в місто Сєвєродонецьк.

### Нереалізовані проєкти
| Маршрут | Приблизний рік введення в експлуатацію |
| --- | --- |
| Міжміський маршрут № 9 Сєвєродонецьк — Лисичанськ: Тролейбусне управління — проспект Гвардійський — вул. Новікова — проспект Радянський — Дослідний завод — завод Пролетарій — «ГТВ» | Проєкт 1980-х років, планів щодо реалізації станом на 2022 рік не було.                                                                                      |
| План продовження лінії по вул. Жовтневої з району Переїзна в район «Скляний» з кінцевим кільцем біля Лисичанського скляного заводу «Мехскло»                                         | Через проблеми будівництва двох надземних шляхопроводів через залізницю ці плани так і не були здійснені. Планів щодо реалізації станом на 2022 рік не було. |

## Рухомий склад
Інформація станом на 28 січня 2019 року.

## Вартість проїзду
Вартість проїзду в міському електротранспорті Лисичанська встановлюється на підставі рішення виконавчого комітету Лисичанської міської ради.
| Динаміка зростання вартості проїзду в міському електротранспорті | Динаміка зростання вартості проїзду в міському електротранспорті |
| Період                                                           | Вартість проїзду                                                 |
| ---------------------------------------------------------------- | ---------------------------------------------------------------- |
| до 21 грудня 2011                                                | 0,75 ₴                                                           |
| з 22 грудня 2011                                                 | 1,00 ₴                                                           |
| з 15 листопада 2014                                              | 1,50 ₴                                                           |
| з 18 травня 2016                                                 | 2,50 ₴                                                           |
| з 6 серпня 2019                                                  | 4,00 ₴                                                           |

## Енергогосподарство
Живлення мережі забезпечують 3 тягових підстанції.